# Fletxa Valona 1980
La Fletxa Valona 1980, 44a edició de la Fletxa Valona, es va disputar el dimecres 17 d'abril de 1980, entre Mons i Spa, sobre un recorregut de 248 kilòmetres. El vencedor final fou l'italià Giuseppe Saronni de l'equip Gis Gelati.

## Equips participants
| - Gis Gelati - Renault-Gitane - TI-Raleigh-Creda - DAF Trucks-Lejeune - Safir-Ludo - Cilo-Aufina - IJsboerke-Warncke Eis - Marc-Carlos-V.R.D.-Woningbouw - Vermeer-Thijs-Mini-Flat | - Miko-Mercier-Vivagel - Splendor-Admiral - Peugeot-Esso-Michelin - Bianchi-Piaggio - Magniflex-Olmo - Puch-Sem-Campagnolo - Boston-IFI-Mavic - HB Alarmsystemen - Eurobouw-Cambio Rino |

## Classificació final
| \| Classificació general \| Classificació general \| Classificació general \| Classificació general \| Classificació general \| \| Corredor \| Corredor \| Equip \| Temps \| \| \| --------------------- \| -------------------------- \| --------------------- \| --------------------- \| --------------------- \| \| 1r \| Giuseppe Saronni \| Gis Gelati \| 6h 29' 00" \| \| \| 2n \| Sven-Åke Nilsson \| Miko-Mercier-Vivagel \| + 2" \| \| \| 3r \| Bernard Hinault \| Renault-Gitane \| + 1' 40" \| \| \| 4t \| Guido Van Calster \| Splendor-Admiral \| + 1' 40" \| \| \| 5è \| Jean-René Bernaudeau \| Renault-Gitane \| + 1' 40" \| \| \| 6è \| Henk Lubberding \| TI-Raleigh-Creda \| + 1' 40" \| \| \| 7è \| Hennie Kuiper \| Peugeot-Esso-Michelin \| + 1' 40" \| \| \| 8è \| Jo Maas \| DAF Trucks-Lejeune \| + 1' 40" \| \| \| 9è \| Gianbattista Baronchelli \| Bianchi-Piaggio \| + 1' 40" \| \| \| 10è \| Joop Zoetemelk \| TI-Raleigh-Creda \| + 1' 40" \| \| \| 11è \| Raymond Martin \| Miko-Mercier-Vivagel \| + 1' 40" \| \| \| 12è \| Herman Van Springel \| Safir-Ludo \| + 4' 01" \| \| \| 13è \| Willy Vigouroux \| Safir-Ludo \| + 4' 09" \| \| \| 14è \| Pascal Simon \| Peugeot-Esso-Michelin \| + 4' 09" \| \| \| 15è \| Johan van der Velde \| TI-Raleigh-Creda \| + 4' 09" \| \| \| 16è \| Marino Amadori \| Magniflex-Olmo \| + 4' 09" \| \| \| 17è \| Jacques Verbrugge \| DAF Trucks-Lejeune \| + 4' 09" \| \| \| 18è \| Gottfried Schmutz \| Cilo-Aufina \| + 4' 09" \| \| \| 19è \| René Martens \| DAF Trucks-Lejeune \| + 4' 09" \| \| \| 20è \| René Bittinger \| Puch-Campagnolo-Sem \| + 4' 09" \| \| \| 21è \| Ennio Vanotti \| Bianchi-Piaggio \| + 4' 09" \| \| \| 22è \| Ludo Peeters \| IJsboerke-Warncke Eis \| + 4' 09" \| \| \| 23è \| Daniel Willems \| IJsboerke-Warncke Eis \| + 4' 14" \| \| \| 24è \| Silvano Contini \| Bianchi-Piaggio \| + 4' 14" \| \| \| 25è \| Jean-Philippe Vandenbrande \| Safir-Ludo \| + 7' 49" \| \| |                            |                       |            |
| |                            |                       |            |
| Fonts: ProCyclingStats Cycling Archives |                            |                       |            |
| Classificació general |                            |                       |            |
| Corredor | Corredor                   | Equip                 | Temps      |
| 1r | Giuseppe Saronni           | Gis Gelati            | 6h 29' 00" |
| 2n | Sven-Åke Nilsson           | Miko-Mercier-Vivagel  | + 2"       |
| 3r | Bernard Hinault            | Renault-Gitane        | + 1' 40"   |
| 4t | Guido Van Calster          | Splendor-Admiral      | + 1' 40"   |
| 5è | Jean-René Bernaudeau       | Renault-Gitane        | + 1' 40"   |
| 6è | Henk Lubberding            | TI-Raleigh-Creda      | + 1' 40"   |
| 7è | Hennie Kuiper              | Peugeot-Esso-Michelin | + 1' 40"   |
| 8è | Jo Maas                    | DAF Trucks-Lejeune    | + 1' 40"   |
| 9è | Gianbattista Baronchelli   | Bianchi-Piaggio       | + 1' 40"   |
| 10è | Joop Zoetemelk             | TI-Raleigh-Creda      | + 1' 40"   |
| 11è | Raymond Martin             | Miko-Mercier-Vivagel  | + 1' 40"   |
| 12è | Herman Van Springel        | Safir-Ludo            | + 4' 01"   |
| 13è | Willy Vigouroux            | Safir-Ludo            | + 4' 09"   |
| 14è | Pascal Simon               | Peugeot-Esso-Michelin | + 4' 09"   |
| 15è | Johan van der Velde        | TI-Raleigh-Creda      | + 4' 09"   |
| 16è | Marino Amadori             | Magniflex-Olmo        | + 4' 09"   |
| 17è | Jacques Verbrugge          | DAF Trucks-Lejeune    | + 4' 09"   |
| 18è | Gottfried Schmutz          | Cilo-Aufina           | + 4' 09"   |
| 19è | René Martens               | DAF Trucks-Lejeune    | + 4' 09"   |
| 20è | René Bittinger             | Puch-Campagnolo-Sem   | + 4' 09"   |
| 21è | Ennio Vanotti              | Bianchi-Piaggio       | + 4' 09"   |
| 22è | Ludo Peeters               | IJsboerke-Warncke Eis | + 4' 09"   |
| 23è | Daniel Willems             | IJsboerke-Warncke Eis | + 4' 14"   |
| 24è | Silvano Contini            | Bianchi-Piaggio       | + 4' 14"   |
| 25è | Jean-Philippe Vandenbrande | Safir-Ludo            | + 7' 49"   |